# Association sportive Dragons Football Club de l'Ouémé
Pour les articles homonymes, voir AS Dragon et Association sportive Dragon.
 (avril 2017).
Si vous disposez d'ouvrages ou d'articles de référence ou si vous connaissez des sites web de qualité traitant du thème abordé ici, merci de compléter l'article en donnant les références utiles à sa vérifiabilité et en les liant à la section « Notes et références ».
Maillots
Actualités
L'AS Dragons FC de l'Ouémé est un club béninois de football basé à Porto-Novo.

## Histoire
Il a notamment vu jouer en 1984 Abedi Pelé, trois fois ballons d'or africain (1991, 1992 et 1993), père de Jordan et André et en 1992 un joueur algérien, Abdallah Belgout.

## Palmarès
- Championnat du Bénin (12)
  - Champion : 1978, 1979, 1982, 1983, 1986, 1989, 1993, 1994, 1998, 1999, 2002 et 2003

- Coupe du Bénin (6)
  - Vainqueur : 1984, 1985, 1986, 1990, 2006 et 2011
  - Finaliste : 1992, 1998, 2001 et 2012